# Angst (Lacrimosa-Album)
Angst ist das Debütalbum der späteren Symphonic-Metal-Band Lacrimosa. Es zählt zu den zentralen Veröffentlichungen der Neuen Deutschen Todeskunst.

## Geschichte
Lacrimosa wurde im November 1990 gegründet. Nach der Veröffentlichung des Demos Clamor gründete der damals achtzehnjährige Tilo Wolff zur Veröffentlichung seines Debüts Angst 1991 das Label Hall of Sermon und nahm das Album im Sodom & Gomorrah Studio in Binningen unter der technischen Begleitung von Philippe Alioth auf. Mit Lacrimosa noch als Soloprojekt agierend band Wolff Gäste in die Aufnahme ein so sang Judith Grüning auf Der Ketzer, als weitere Gastmusiker brachten sich Philippe Alioth als Keyboarder, Eric the Phantom als Geiger und Roland Thaler als Gitarrist ein.
Das Album war „als simple Vertonung seiner niedergeschriebenen geistigen Ergüsse gedacht“, begründete dabei die Jahrzehntewährende Karriere seiner Band und legte mit orchestral symphonischen Arrangements und poetischen Texten bereits grundsätzliche Elemente der von Lacrimosa genutzten Stilmittel fest. Ebenso begann Wolff seine Kooperation mit dem Coverkünstler Stelio Diamantopoulos der seither der ästhetische Konzept der Veröffentlichungen von Lacrimosa prägte.

## Albuminformationen
Das 1991 veröffentlichte Debütalbum Angst enthält sechs separate Stücke, die eine Gesamtspielzeit von 47:30 Minuten haben.

### Titelliste
1. Seele in Not: 9:21
2. Requiem: 9:51
3. Lacrima Mosa: 5:17
4. Der Ketzer: 7:22
5. Der Letzte Hilfeschrei: 5:21
6. Tränen Der Existenzlosigkeit: 10:40

### Stil und Inhalt
Lacrimosa wird mit Angst und dem nachfolgenden Einsamkeit, neben Das Ich, Relatives Menschsein, Goethes Erben und Sopor Aeternus zu den zentralen und stilprägenden Interpreten der Neuen Deutschen Todeskunst gerechnet. Textlich befasst sich Angst „mit der menschlichen Psyche“, insbesondere mit Ängsten.
Die Musik wurde als minimalistischer Dark Wave angelegt und konzentrierte sich vornehmlich auf die Melodieführungen durch einen Synthesizer oder ein Piano und den Textvortrag. Dabei sei eine stilistische Verwandtschaft zu der durch Dead Can Dance repräsentierten Neoklassik auszumachen. Als markant gilt „Tilos leidenschaftliche und theatralische Stimme, der dramatische Stil der Band und die gefühlvollen Kompositionen“.

## Wahrnehmung
Analog zu weiteren Veröffentlichungen der Neuen Deutschen Todeskunst spaltete Angst die Rezeption. Von dem „von ihrem provokanten, rasenden und fast perversen, aber dennoch tief emotionalen“ Dark Wave des Lacrimosa-Debütalbums war ein Teil der „Gothic-Szene geradezu geschockt“. Rückblickend wurde es als
„ein Muss für alle Lacrimosa-Fans“ besprochen, dem man entnehmen könne wie die Band angefangen habe und wie sie sich im Laufe der Jahre entwickelt habe.
Der Gesang gilt punktuell als „relativ unbeholfen und holprig […] und auch die Instrumentalisierungen klingen streckenweise dünn und unausgereift.“ Durch solche Einschränkungen benötige die Musik Zeit um zu wirken, aber sei „dies erstmal geschehen, offenbar[e] sich, dass Seele und Aufrichtigkeit hinter diesen Noten und Texten stehe[…], und gerade das [sei] es, was bei LACRIMOSA einen solchen Reiz ausmach[e].“ Langfristig etablierte sich Angst als bedeutende Veröffentlichung im Dark Wave der frühen 1990er Jahre. Insbesondere das Stück Seele in Not, „mit seinen unverkennbaren Orgelklängen, gesampletem Babygekreische und Tilos dunklen, mehr vorgetragenen denn gesungenen Vocals“ wurde zu einem Klassiker der Band und des Genres.